# Луї Ле Ру д'Енфревіль
Луї II Ле Ру д'Енфревіль (*Louis Le Roux d'Infreville, 1642 — 13 липня 1712) — французький аристократ, військовий діяч часів короля Людовика XIV.

## Життєпис
Походив з нормандської аристократичної родини. Син Луї Ле Ру, адмірала. Замолоду присвятив себе військово-морському флоту. Після навчання переїздить до Тулона, де у 1663 році отримує звання мічмана. У 1664 році призначається капітаном корабля й отримує завдання курсувати уздовж північноафриканського узбережжя для охорони торговельних суден. У 1665 році у складі ескадри Франсуа де Бофора діяв біля берегів Алжиру. Того ж року звитяжив у битві при Шершелі (поблизу м. Алжир), де французький флот знищив флотилію алжирських піратів.
У 1665 році Луї Ле Ру переводять до Бреста, де він очолює корабель Атлантичного флоту. На цій посаді перебував до 1669 року, коли знову повернувся до Середземного моря. Того ж року бере участь у поході проти Кандії (Крит). За успішні дії отримує звання капітана.
Під час війни з Голландією у 1672 році був у складі ескадри д'Естре, хоробро бився при Солебеї. Згодом відзначився під час Першої та Другої битв при Схооневелті (7 та 14 червня 1673 року відповідно), а потім при Текселі. За свою хоробрість отримав від короля пенсіон у 1000 ліврів. У 1675 році спрямовується до Мессіни. У 1677 році відзначився у битві при Агості проти іспано-голландського флоту на чолі із Міхайлом Рюйтером.
У 1678 році бере участь у морському поході під орудою адмірала д'Естре до Антильських островів. Тут відзначився при захоплені острова Тобаго. Після повернення до Франції служить у Тулонській ескадрі. Брав участь у поході Авраама Дюкена проти Алжиру у 1682—1683 роках. У 1684 році учасник бомбардування Генуї. У 1685 році став членом Мальтійського ордену.
З початком війни Аусбурзької ліги воює під командуванням Анна де Турвіля. Звитяжно бився при Бічі-Хеді у 1690 році та Ла-Хогі у 1692 році. 1 січня 1693 року Луї Ле Ру отримав звання адмірала.
З початком Війни за іспанську спадщину спочатку діяв в Біскайській затоці. У 1704 році бере участь у вдалій для французів битві при Малазі (Іспанія). Не отримуючи підвищення й призначення командувачем флоту Ле Ру у 1706 році пішов у відставку. Помер 13 липня 1712 року у власному маєтку.